# Dorte Karrebæk
Dorte Karrebæk född 19 juli 1946, är en dansk illustratör och författare. Hon har illustrerat och skrivit ett antal bilderböcker.
Dorte Karrebæk är utbildad reklamtecknare från Kunsthåndværkerskolen i Köpenhamn, där hon studerade 1964–1968. Hon har sedan 1982 bidragit med humoristiska illustrationer till närmare 150 barnböcker på danska, både med egen text och andras, till exempel Louis Jensen och Nils Hartmann. Flera av böckerna är pekböcker för små barn.
Hon undervisar också i teckning och målning. Hon har haft en rad utställningar i Danmark och har mottagit flera nationella priser för sina böcker. Karrebæk är representerad vid bland annat Nordiska Akvarellmuseet.